# 昆明拓东体育场

拓东体育场，座落在中國雲南省昆明市盤龍區東風東路99號；海拔1891米。始建于1958年，但当时只修了室内的综合比赛馆。70年代初，国内足球冬训恢复，各地队伍每年冬天都上昆明海埂，之后成为20多年中国足球的一大风景。1972年拓东开始修建了足球练习场。1990年2月10日，经过两年的修建，拓东体育场以崭新的面貌呈现在观众面前．这座重修的运动场。在原来的基础上，新修了四层看台；也中国国家足球队的固定主场之一。

## 主要活動
体育场曾多次举办各类大型文艺演出，“中国之队”包含男足项目的国家队、国奥队、国青队和国少队，女足项目的国家队、国青队和国少队的冬季训练基地。

### 文娛演出
- 1999年7月1日，張學友《友個人99世界巡迴演唱會》（昆明站）
- 1999年8月27日、29日，張惠妹《妹力99世界巡迴演唱會》（昆明站）
- 2003年1月3日，張學友《音樂之旅世界巡迴演唱會》（昆明站）
- 2007年11月11日，張學友《學友光年世界巡迴演唱會》（昆明站）
- 2008年8月2日，陳奕迅《Eason's Moving On Stage世界巡迴演唱會》（昆明站）
- 2008年11月29日，周杰倫《2008世界巡迴演唱會》（昆明站）
- 2009年6月13日，縱貫線《2009年世界巡迴演唱會》（昆明站）
- 2011年6月17日，張學友《1/2世紀世界巡迴演唱會》（昆明站）
- 2011年12月24日，張惠妹《AMeiZING 15週年世界巡迴演唱會》（昆明站）
- 2012年6月23日，陳奕迅《DUO世界巡迴演唱會》（昆明站）
- 2014年5月31日，陳奕迅《EASON's LIFE世界巡迴演唱會》（昆明站）
- 2015年12月20日，周杰倫《魔天倫2世界巡迴演唱會》（昆明最終站）
- 2017年4月15-16日，周杰倫《地表最強世界巡迴演唱會》（昆明站）
- 2018年7月7日，五月天《人生無限公司巡迴演唱會》（昆明站）[3]
- 2018年10月12-14日，張學友《A CLASSIC TOUR 學友.經典世界巡迴演唱會》（昆明站）